# 顏純鈎
顏純鈎（1948年6月23日—），筆名慕翼、斯人、冷瑩，福建晉江安海鎮人，香港作家、出版編輯，現居加拿大。幼年時曾隨母親移居香港，1950年代初回中国大陸，高中時期参加文化大革命。1978年赴香港定居。先後任職《晶报》、《新晚報》、《文匯報》及天地圖書公司總編輯。

## 著作
- 《紅綠燈》，博益，1984年
- 《天譴》，天地圖書，1992年，ISBN 962257534X
- 《生死澄明》，江，1996年
- 《自得集》，香江，1996年，ISBN 9789623013413
- 《難堪的盛宴》，浙江文藝，2000年，ISBN 7533913337
- 《心版圖》，天地圖書，2005年，ISBN 9789882018310
- 《血雨華年》，中文大學出版社，2019年，ISBN 9789882371064
- 《一枝草一點露》，天地圖書，2020年，ISBN 9789888548477
- 《香港，我的愛與痛》，一八四一，2023年，ISBN 9786269737246